# 遠雄未來家
遠雄未來家位於臺灣新北市林口區南勢里南勢街林口重劃區內，係一棟SRC結構大樓，由遠雄人壽委託李祖原建築師事務所設計，遠雄建設與遠雄營造負責施工，建於2007年，落成於2009年，是林口遠雄二代宅系列建案之一，分為未來城第八期(瑞典區)及第九期(芬蘭區)。

## 大樓資訊
- 行政區域：新北市林口區
- 總樓層：地上9層、地下2層。
- 基地面積：4300坪
- 棟戶規劃：410戶

## 周邊設施
- 中山高速公路林口交流道
- 臺灣桃園國際機場捷運林口站
- 新北市林口區南勢國民小學

## 地理位置
- 未來家